# Laskapereszke
A laskapereszke (Hypsizygus ulmarius) a kalaposgombák rendjén belül a pereszkefélék családjába tartozó Hypsizygus nemzetség egyik ehető, Magyarországon védett, viszonylag ritka gombafaja.

## Jellemzői
Kalapja 5-12 (15) cm átmérőjű, félgömb alakúból kiterülő, közepe lehet bemélyedő vagy tompa púpos; széle sokáig begöngyölt; felszíne kezdetben márványozott mintás, majd sima, fényes; színe krém vagy okker színű, esetleg sárga árnyalatokkal. Lemezei sűrűn állnak, fehéres krémszínűek, pereszkefoggal gyengén lefutók. Tönkje 6–15 cm hosszú, 1–3 cm vastagságú, hengeres, gyakran görbe, lehet excentrikus is; a kalaphoz hasonló színű, de általában világosabb hosszanti szálazottsággal. Vastag húsa fehér, rostos, kellemes szagú és ízű, néha kifejezetten lisztszagú. Spórapora fehér; a spórák gömbölyűek, simák, méretük 5,5-7 × 4,5-6 µm.

## Előfordulása
Öreg, háborítatlan lomberdőben, elsősorban szil-, nyárfák, bükkök és tölgyek tuskóin, rönkjein terem csoportosan júliustól októberig. Néha élő is fákon is megtalálható. Ritka faj, az élőhelyét jelentő ligeterdők pusztulásával veszélyeztetetté vált, ezért 2001-ben felvették a hazai védett gombák listájára.

## Hasonló fajok
Több országban külön fajnak tartják a Hypsizygus tessulatus nevű fajt, bár valószínűleg csak a laskapereszke fiatal – Japánban buna-simedzsi néven régóta termesztett – termőtesteit ismertetik külön taxonként, Magyarországon is csak szinonimának tekintik.
A laskagombáktól (Pleurotus) egyértelműen különbözik csak alig vagy egyáltalán nem lefutó lemezei miatt. A hasonló álpereszkék (Lyophyllum) nem faanyagon, hanem a talajon, esetleg talajjal kevert fahulladékon teremnek.